# Abdelhamid Kermali
Abdelhamid Kermali (Akbou, 24 aprile 1931 – Sétif, 13 aprile 2013) è stato un calciatore e allenatore di calcio algerino.

## Carriera

### Giocatore
Ha giocato nel campionato algerino e in quello francese, dove ha vestito la maglia del Lione per 4 stagioni.

### Allenatore
Era l'allenatore della Nazionale nel 1990, quando vinse la sua prima Coppa d'Africa.

## Palmarès

### Allenatore
- Coppa d'Africa: 1

Algeria 1990